# UAE Super Cup
De UAE Super Cup is een bekertoernooi in de Verenigde Arabische Emiraten. De winnaar van de UAE Pro League van vorig seizoen, speelt tegen de winnaar van de UAE President's Cup van vorig seizoen.

## Bekers per club
| Titels | Club                         |
| ------ | ---------------------------- |
| 5      | Al Ain FC                    |
| 4      | Al-Wahda FC, Shabab Al Ahli  |
| 2      | Al-Nasr SC, Sharjah SC       |
| 1      | Al-Shaab Club, Emirates Club |